# 大澤玲美
大澤 玲美（おおさわ れいみ、1993年5月8日 - ）は、日本の元グラビアアイドル、元タレント、元モデル。
埼玉県出身。オスカープロモーションに所属していた。

## 来歴
2011年からティーンエイジャーの女性向けファッション雑誌『Popteen』でモデルの活動を開始。2012年には「DOLCE Contact」や「Merucry hair」のイメージモデルを務める。
2014年にオスカープロモーションとタレント契約を結び、2015年には漫画雑誌のグラビアへの登場やイメージDVDも発表する等、活躍の幅を広げている。
2015年5月に週刊ヤングジャンプ主催の「ゲンセキ10」にノミネートした。9月、日テレジェニック2015に選ばれる。オスカープロモーションとしては原幹恵（2006年）、船岡咲（2012年）に続き3人目。
2017年7月にPopteenを卒業した。
2019年を最後にブログ、Twitter（現・X）を更新していないため詳細不明。

## 人物
- 2012年にさいたま市立大宮北高等学校を卒業[6]。短大へ進学、2014年に卒業。大学に通いながら渋谷109「min plume」のショップ店員としても勤務していた[7]。
- 三姉妹の長女[8]。
- マイメロ、キティちゃんが好き。
- 趣味はDVD鑑賞とカラオケで[9]、特にカラオケは友達との画像をブログに頻繁に掲載している。
- 好きな色はピンクで、マイメロ iPhoneケース、化粧ポーチ（サマンサタバサ）、パスケース、ネイル、キーケース（サマンサタバサ）で家の中もカーテンもピンクベージュで統一するほどのピンク好き。
- コスメはJILL STUARTやCHANEL、Diorなどを愛用している。
- 特技は、180°開脚　書道　走ること[10]。
- 大好きな食べ物としてイチゴを挙げている。
- しぐさや笑い方が清楚で可愛いという事で人気で、YouTubeのPopteen公式チャンネル「PopteenTV」で「れいぴょん先生教えて!!GALでもできる清楚入門!」を披露している[11]。
- 絶叫系のアトラクションが大好きで夏はサマーランドのウォータースライド、富士急ハイランドの絶叫系マシンが好きと語っている。
- 同じPopteenモデルの舟山久美子とも交友があり、卒業すると聞いた時｢お話を聞いたとき信じられなかったし、正直信じたくありませんでした。｣と話した後、｢くみっきーちゃんが笑顔で卒業できるように、くみっきーちゃんが安心して卒業できるように私ももっと頑張らなくちゃ！と改めて思いました｣と、同誌において心境を語っている[12]。
- Dr.コパ の息子である小林祐介氏が所有する競走馬「コパノレイミー」は、Dr.コパ がグリーンチャンネルの番組「地・中・海ケイバモード」に出演時にインタビューを行った縁で大澤玲美の「レイミ」から由来したものである。

## 作品

### DVD
- れいぴょん～Bare me tender～（2015年4月24日、リバプール）[13]
- Diary（2015年8月21日、リバプール）
- 恋してれいみ（2016年1月22日、イーネット・フロンティア）
- ときめきレイミー（2016年4月20日、ラインコミュニケーションズ）
- 内緒のデート（2016年8月26日、竹書房）
- れみセン（2016年12月25日、エアーコントロール）
- Mature～楽園の恋（2017年3月20日、ラインコミュニケーションズ）
- 愛しい君へ（2017年7月17日、双葉社）
- 清く!美しく!（2017年12月25日、エアーコントロール）
- 奥様はれいぴょん!（2018年3月20日、ラインコミュニケーションズ）
- あなたの隣で…（2018年7月27日、エスデジタル）
- raise me up（2019年2月22日、スパイスビジュアル）

## 出演

### イベント
- Girls Award 2012 S/S[14]（2012年5月26日、東京・国立代々木競技場第一体育館）
- 2013「a-nation&GirlsAward Island Collection」[15]（2013年8月3日 - 11日、東京・国立代々木競技場第一体育館）
- GIRLS BLOGGER STYLE[1]
- ごきげん!Popteen夏の進撃祭2014[16]（2014年8月3日、東京・Zepp Tokyo）

### WEB
- アメスタ 大澤玲美プレミアム放送（2014年 - 、 AmebaStudio）
- ぶらり路上プロレス（2017年4月配信開始 、#15、Amazonプライム・ビデオ） - 旅人
- ウルトラゲームスpresents エンドレス・マリオメーカー（2018年1月22日、AbemaTV・ウルトラゲームスチャンネル）

### ラジオ
- レインボータウンFM河内美里さんの番組、みさとんの『Rainbow Talk☆』にゲスト出演（2014年05月24日）
- RABラジオ・チャリティー・ミュージックソン（2015年12月24日 - 25日、青森放送）

### テレビ

#### ドラマ
- 『Huluオリジナルドラマ でぶせん テレビ版』（2016年8月20日 - 、日本テレビ） - 朝比奈景子 役[17]
- 『特命係長　只野仁』AbemaTVオリジナル 第4話（初回放送：2017年1月28日 23:00〜23:56、AbemaTV） - 美人雀士・藤沢あかり 役

#### バラエティほか
- NHK Eテレ『オトナへのトビラTV』（2014年10月23日）
- フジテレビ『深夜喫茶スジガネーゼ』（2014年10月 - ）
- CS フジテレビNEXT『深夜喫茶スジガネーゼ＜延長営業＞』（2014年11月12日）
- フジテレビ『明石家サンタの史上最大のクリスマスプレゼントショー』（2015年12月24日）[18]
- グリーンチャンネル『地・中・海ケイバモード』（2016年1月 - 2018年12月）[19]
- フジテレビ『芸能人が本気で考えた!ドッキリさせちゃうぞGP』（2017年3月18日）
- フジテレビONE『鎧美女』～三大戦国武将SP 徳川家康編～（初回放送：2017年3月25日 22:30〜23:00）
- マツコ&有吉 かりそめ天国（テレビ朝日、2017年6月13日） - VTRコーナー「全力坂」

### 映画
- 初恋スケッチ～まいっちんぐマチコ先生～（2018年9月8日[20]） - 麻衣マチコ 役[21]

## 書籍

### 雑誌
- 『ポップティーン』（Popteen）角川春樹事務所）- レギュラーモデル[22]
- LARME（ラルム）（徳間書店）- モデル[23]
- 週刊ヤングジャンプ（2015年11号 - ウェブ掲載、集英社） - ゲンセキ10!![4]
- 週刊ヤングマガジン
  - 2015年41号：「ドキドキ水着チキンレース!!」
  - 2016年41号：「ひと夏の経験」
  - 2017年13号：「トリコになるカラダ」
- 防衛省広報誌『MAMOR』（2018年6月号、扶桑社） - 百里基地を訪問し、航空自衛隊の制服を着て撮影、表紙と巻頭グラビアを飾る。